# Liste der Monuments historiques in Frenelle-la-Petite
Die Liste der Monuments historiques in Frenelle-la-Petite führt die Monuments historiques in der französischen Gemeinde Frenelle-la-Petite auf.

## Liste der Objekte
| Bezeichnung                        | Beschreibung                                                        | Standort                       | Kennzeichnung | Schutzstatus | Datum | Bild |
| ---------------------------------- | ------------------------------------------------------------------- | ------------------------------ | ------------- | ------------ | ----- | ---- |
| Kanzel                             | Holz, 18. Jahrhundert                                               | in der Kirche St-Élophe (Lage) | PM88001946    | Inscrit      | 1984  |      |
| Glocke                             | Bronze, 1754                                                        | in der Kirche St-Élophe (Lage) | PM88000372    | Classé       | 1921  |      |
| Rechter Seitenaltar                | Altartisch und Retabel; Holz, farbig gefasst und vergoldet, um 1900 | in der Kirche St-Élophe (Lage) | PM88000374    | Classé       | 1985  |      |
| Wandvertäfelung                    | Holz, 18. Jahrhundert                                               | in der Kirche St-Élophe (Lage) | PM88000375    | Classé       | 1985  |      |
| Kruzifix                           | Holz, farbig gefasst, 18. Jahrhundert                               | in der Kirche St-Élophe (Lage) | PM88000379    | Classé       | 1985  |      |
| Skulptur Heiliger Nikolaus         | Stein, Ende des 16. Jahrhunderts                                    | in der Kirche St-Élophe (Lage) | PM88000373    | Classé       | 1964  |      |
| Gemälde Stiftung des Rosenkranzes  | Ölfarbe auf Leinwand, Holzrahmen, 18. Jahrhundert                   | in der Kirche St-Élophe (Lage) | PM88000378    | Classé       | 1985  |      |
| Zwei Retabel                       | Holz, 18. Jahrhundert                                               | in der Kirche St-Élophe (Lage) | PM88001948    | Inscrit      | 1984  |      |
| Reliquienmonstranz                 | 19. Jahrhundert                                                     | in der Kirche St-Élophe (Lage) | PM88001950    | Inscrit      | 1984  |      |
| Epitaph für Jean Jeaunon           | Stein, farbig gefasst, 1612                                         | in der Kirche St-Élophe (Lage) | PM88000376    | Classé       | 1985  |      |
| Hauptaltar                         | Holz, farbig gefasst und vergoldet, Anfang des 18. Jahrhunderts     | in der Kirche St-Élophe (Lage) | PM88000377    | Classé       | 1985  |      |
| Sechs Altarleuchter                | Kupfer, versilbert, Ende des 18. Jahrhunderts                       | in der Kirche St-Élophe (Lage) | PM88000380    | Classé       | 1985  |      |
| Zwei Skulpturen einer Bruderschaft | 19. Jahrhundert                                                     | in der Kirche St-Élophe (Lage) | PM88001949    | Inscrit      | 1984  |      |
| Monstranz                          | Goldschmiedearbeit, 19. Jahrhundert                                 | in der Kirche St-Élophe (Lage) | PM88001951    | Inscrit      | 1984  |      |
| Linker Seitenaltar                 | Altartisch und Retabel; Holz, 18. Jahrhundert                       | in der Kirche St-Élophe (Lage) | PM88001947    | Inscrit      | 1984  |      |